# Pax optima rerum

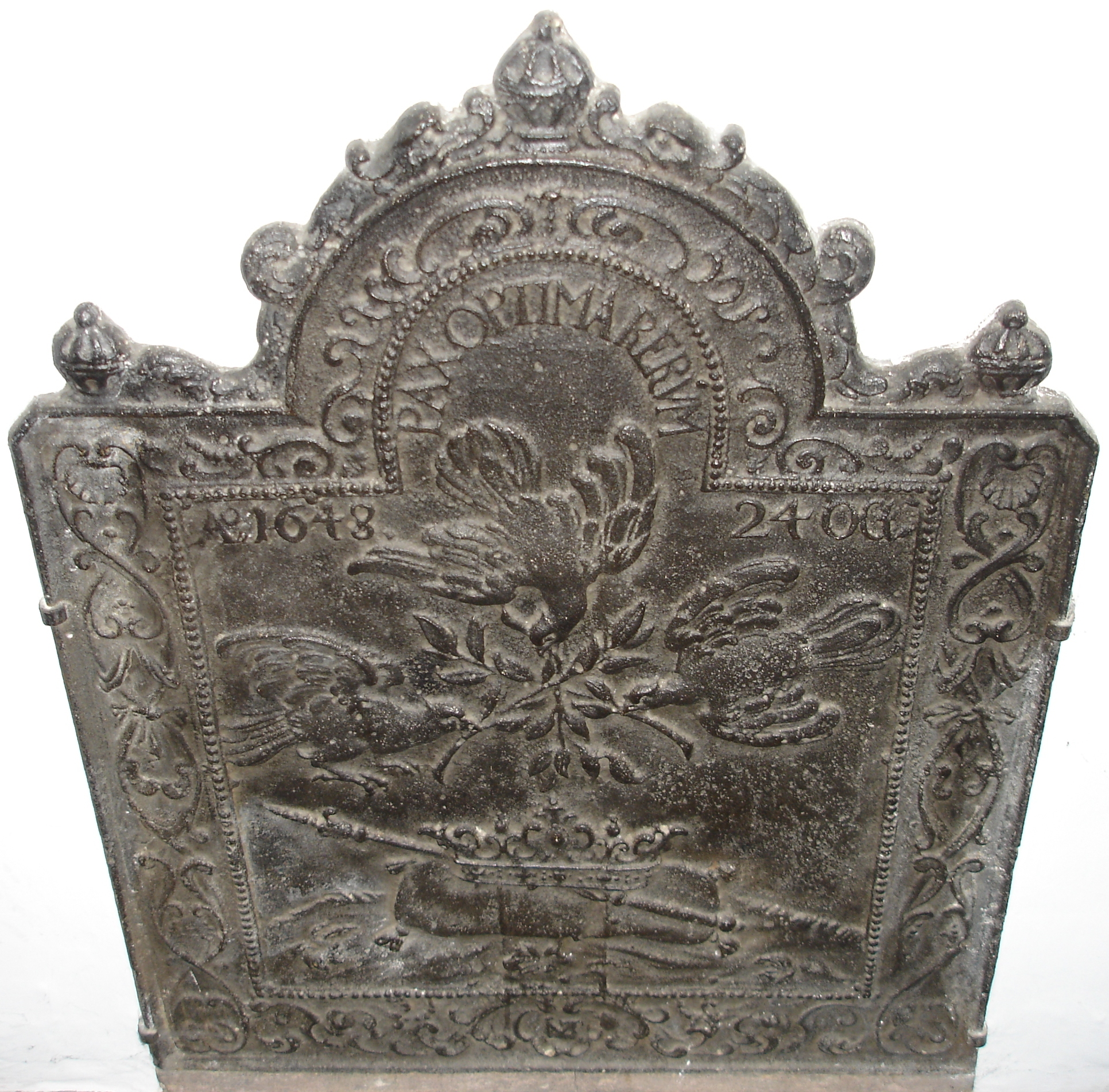
Pax optima rerum auf einer Kaminplatte des Historischen Rathauses in Münster

Pax optima rerum auf dem linken oberen Bildrand

Pax optima rerum ist ein geflügeltes Wort des Dichters Silius Italicus aus der Punica (11,595). Seine Bedeutung lautet Der Frieden ist das beste aller Dinge oder Der Frieden ist das höchste der Güter. Vollständig lautet der Absatz: 
Pax optima rerum, quas homini novisse datum est: pax una triumphis innumeris potior: pax, custodire salutem et cives aequare potens.
Frieden ist das höchste Gut, das den Menschen zu kennen gegeben ist [oder: Der Friede ist das Beste, was die Natur dem Menschen bescherte]: ein Frieden ist mächtiger als unzählige Triumphe: Frieden vermag das Heil zu bewachen und die Bürger gleich zu machen. 
Das Zitat kommt aus einer wörtlichen Rede, die Silius Hanno sagen lässt.
Wieder aufgegriffen wurde es von Erasmus von Rotterdam in seinem Werk Die Klage des Friedens aus dem Jahre 1517.
Es gilt als Motto des Westfälischen Friedens: Als der Maler Gerard ter Borch den Kupferstecher Jonas Suyderhoef beauftragte, sein Gemälde Friede von Münster zum Kupferstich umzuarbeiten, wechselte dieser den Schriftzug auf dem linken oberen Bildrand, auf dem ter Borch seinen Namen verewigt hatte – das Motto des Gerichtes in Münster war: Audiatur et altera pars – in pax optima rerum. Ferner findet es sich auch auf dem Siegel der siebzehn Jahre nach dem Ende des Dreißigjährigen Krieges gegründeten Christian-Albrechts-Universität zu Kiel.